# Johannes Nørregaard Frandsen
Johannes Nørregaard Frandsen (født 13. juni 1950) er tidligere professor i litteratur- og kulturvidenskab samt leder af H.C. Andersen Centret, SDU 2012-2020.
Oprindeligt landmandsuddannet 1971, cand. phil. i nordisk sprog og litteratur fra Odense Universitet(OU) 1980. Prodekan ved Det humanistiske Fakultet, OU 1994-1997. Institutbestyrer ved Institut for Litteratur, Kultur og Medier, SDU 1999-2005. Institutleder for Institut for Litteratur, Kultur og Medier, SDU 2005-2012.
Skribent ved Trap Danmark fra 2017. Desuden tidligere litteraturanmelder for Fyens Stiftstidende og skribent ved Kristeligt Dagblad.

## Betydelige poster
- Bestyrelsesmedlem for Fyns Studenter- og HF-Kursus 1995-1999
- Formand for Folkeuniversitetet i Odense 1999-2002
- Medlem af Humanistisk Uddannelsesråd, Undervisningsministeriet 1996-2001
- Leder af Kulturministeriets evaluering af HCA 2005
- Medlem af Folkeuniversitetsnævnet 2002-2007
- Bestyrelsesmedlem for Løgumkloster Højskole 2007-2011
- Bestyrelsesmedlem for Øhavsmuseet fra 2009
- Bestyrelsesmedlem for Dansk Sprognævn 2009-2012
- Næstformand for Danmarks Kartoffelråd fra 2018
- Formand for Kulturministeriets forskningsudvalg fra 2018.